# Luis Guifarro
Luis Eduardo Guifarro Pinto (né le 25 août 1976 à Tegucigalpa au Honduras) est un footballeur international hondurien, qui évoluait au poste de milieu de terrain.

## Biographie

### Carrière en sélection
Avec l'équipe du Honduras, il joue 14 matchs (pour aucun but inscrit) entre 1998 et 2005. Il figure notamment dans le groupe des sélectionnés lors des Gold Cup de 2003 et de 2005. Son équipe est quart de finaliste en 2003 et demi-finaliste en 2005.

## Palmarès
- Champion du Honduras : 1997 (A) et 1998 (C) avec le CD Motagua ; 2002 (C) et 2003 (C) avec le CD Marathón ; 2004 (C), 2005 (C) avec le CD Olimpia ; 2007 (C) avec le Real España